# 寒川光太郎
寒川 光太郎（さむかわ こうたろう、1908年1月1日 - 1977年1月25日）は、日本の小説家。本名は菅原憲光（すがわら のりみつ）。
北海道羽幌町出身。1940年、『密猟者』で第10回芥川龍之介賞を受賞した。

## 経歴
小学校教員だった父に伴い、8歳から樺太大泊に住む。1926年に北海中学校を卒業後、法政大学英文科に進むが中退。樺太と満州で新聞記者を務めた後に帰国し、喫茶店経営、日本共産党員、樺太庁博物館館員、雑誌編集などの職に就く。
1937年に上京。高円寺で経営していた古書店を家人に委ねて創作活動を続け（その古書店には埴谷雄高が通っていた）、同人誌「創作」創刊号に発表した『密猟者』で、1940年に芥川賞を受賞。北海道出身の作家としては初めての受賞であった。樺太で生活していたときの老マタギとの出会いがこの作品の元になった。1944年、太平洋戦争で海軍報道班員として従軍していた寒川は、フィリピンで米軍捕虜となり約3年間抑留生活を送ったのちに1947年帰国した。
戦後は大衆小説へと転じ、冒険小説や偉人伝などを書いた。またフィリピンで捕虜となった経験から、遺骨収集を政府に訴える働きに尽力した。

## 家族
父は樺太植物の研究で知られる植物学者の菅原繁蔵。1932年に学生時代に知り合った妻・久恵と結婚。翌年、長男光麿（みつまろ）が生まれる。長男光麿はのちに医学博士となる。孫は猫組長こと菅原潮。

## 著作
- 『愛の手帖』日本文学社 1939
- 『密猟者』小山書店、1940　のち春陽堂文庫
- 『海峡』河出書房 1940
- 『未婚手帖』高山書院 1940
- 『サガレン風土記』大日本雄弁会講談社 1941
- 『草人』中央公論社 1941
- 『春の追風』赤門書房 1941
- 『流氷』高山書院 1941
- 『北風ぞ吹かん』桜井書店 1942
- 『最終航路』春陽堂書店 海洋小説叢書　1942
- 『清楚な葉脈』金鈴社 1942
- 『北洋の士官』興亜日本社 1942
- 『薫風の島々 南方従軍手帳より』文松堂書店 1943
- 『従軍風土記』興亜日本社 海軍報道班員選書 1943
- 『死の帆走兵』偕成社 1944
- 『敵 南方戦記小説集』金星堂 1944
- 『波未だ高し』万里閣 1944
- 『氷の葡萄』生活社 1948
- 『絶対の恋人』ひばり書房 1948
- 『トノヤン女処刑記』尾崎書房 1948
- 『緋ざくらの歌 少女小説』東光出版社 1948
- 『北洋の射撃王 長編冒険小説』東光出版社 1948
- 『笑ふ氷山人』田代光絵 偕成社 1948
- 『吹雪と原始林』日本交通公社 1949
- 『北氷国の秘密 痛快文庫 熱血冒険』光文社 1949
- 『アムンゼン 極地征服』伊藤幾久造絵 偕成社 偉人物語文庫 1951
- 『遺骨は還らず』双葉書房 1952
- 『レセップス スエズ運河の父』岩井誠一絵 偕成社偉人物語文庫 1952
- 『明治天皇 近代文明の父』伊藤幾久造絵 偕成社 偉人物語文庫 1953
- 『死の漂流冒険』鈴木御水絵 偕成社 世界探検全集 1955
- 『荒野の剣士』和同出版社 1958
- 『へえじゃが族』日本文華社 文華新書 小説選集　1966
- 『海の墓場にいどむ』鈴木御水絵 偕成社 世界探検シリーズ 1967
- 『露囚物語』ぷやら新書 1968
- 『熊』日本交通公社出版部 1949/『北海道熊物語』山音文学会　1973

### 共著
- 『明治の歴史』全4巻　大久保利謙共著 集英社 1968

### 翻訳
- モーリス・ルブラン『怪盗ルパン怪人対巨人』松田穰絵 偕成社 世界推理・科学名作全集 1962
- ルブラン『怪盗ルパン奇巌城』武部本一郎絵 偕成社 世界推理・科学名作全集 1963